# Monte Hooker
Monte Hooker (in inglese Mount Hooker) è una montagna della catena Royal Society nella terra della regina Victoria in Antartide. Localizzata ad una latitudine di 78° 06' S e ad una longitudine di 162° 42' E appena a sud di monte Lister, raggiunge i 3 800 metri.
È stata scoperta durante la spedizione Discovery (1901-04) sotto il comando di Robert Falcon Scott ed intitolata a Joseph Hooker, botanico della spedizione di James Clark Ross degli anni 1839-41.